# کالین بردشاو
کالین بردشاو (انگلیسی: Colin Beardshaw; ۲۶ نوامبر ۱۹۱۲ – ۲۲ اوت ۱۹۷۷) بازیکن فوتبال اهل بریتانیا بود.
از باشگاه‌هایی که در آن بازی کرده‌است می‌توان به باشگاه فوتبال استوک‌پورت کانتی و باشگاه فوتبال برادفورد سیتی اشاره کرد.